# Róża Herman
Róża Maria Herman (Łódź, 16 gennaio 1902 – 7 marzo 1995) è stata una scacchista polacca.
Nell'anno 1950 ricevette il titolo di Maestro Internazionale Femminile dalla FIDE.

## Biografia
A giugno del 1935 si classificò quarta al primo campionato femminile polacco, svoltosi a Varsavia, vinto da Regina Gerlecka. Due mesi dopo ottenne il 6º posto al 5º Campionato del Mondo femminile a Varsavia (vinse Vera Menchik).
Nel 1936 partecipò al torneo internazionale femminile di Semmering in Austria, vinto da Sonja Graf. La Herman arrivò undicesima. L'anno successivo, finì 6° nel secondo campionato femminile polacco, vinto ancora una volta da Gerlecka. Nell'agosto 1937, Herman pareggia con 10-16mo nel 6º Campionato del mondo femminile a Stoccolma (vinto da Vera Menchik). Nel 1939 ha pareggiato per 1a-2a con la Gerlecka al campionato femminile di Varsavia. 
Dopo la seconda guerra mondiale conquistò il 16º posto al Campionato mondiale femminile di Mosca 1949/50 (vinse Ludmila Rudenko). È stata per due volte campionessa polacca femminile (a Łódź 1949 e Torun 1950) e fu finalista a Częstochowa nel 1951.
Era una dottoressa in medicina, e viveva a Łódź, la sua città natale.